# Joseph-Mathias Gérard de Rayneval
Joseph-Mathias Gérard de Rayneval (ur. 25 lutego 1736 w Masevaux, zm. 31 grudnia 1812 w Paryżu) – francuski dyplomata i polityk, hrabia, radca stanu, literat i urzędnik konsularny.

## Życiorys
Urodził się w rodzinie prawniczej. Uzyskał licencjat z prawa na uniwersytecie w Strasburgu. Miał 20 lat, gdy francuski MSZ wysłał go po raz pierwszy w misję dyplomatyczną. M.in. pełnił funkcję sekretarza ambasady w Dreźnie (1763), charge d'affaires w Ratyzbonie (1767), konsula w Gdańsku (1768-1773). Następnie mianowano go pierwszym urzędnikiem [commis] spraw zagranicznych.
W 1786 podpisał w Londynie traktat handlowy z Wielką Brytanią, tzw. traktat Edena-Raynevala, który spowodował zalew brytyjskich towarów na francuskim rynku. Był sekretarzem Rady Państwa (Conseil d'Etat) i ambasadorem w Bernie, Wiedniu, Berlinie, Madrycie i Londynie (1783-1792). Następnie przeszedł na emeryturę.
Członek Akademii Sztuk Pięknych (l'Académie des beaux-arts). Był autorem: les Institutions au Droit de la nature et des gens (wyd. 1803 i 1832).
Jego bardziej znany brat był również dyplomatą Conrad-Alexandre Gérard. Synem Josepha-Mathiasa był Maximilien Gérard, hrabia de Rayneval, również dyplomata.